# قطعات نمایشی کوتاه
قطعات نمایشی کوتاه (انگلیسی: Bits and Pieces) فیلمی در ژانر کمدی درام است که در سال ۱۹۹۶ منتشر شد. این فیلم چندین داستان کوتاه را که در یک روز در رم اتفاق می‌افتد، به تصویر می‌کشد.

## بازیگران
- آزیا آرجنتو
- داریو آرجنتو
- لوکا باربارسکی
- مونیکا بلوچی
- مارگریتا بوی
- آنتونیو کاتانیا
- یایا فورته
- انریکو لو ورسو
- دانیله لوکتی
- مارگارت مازانتینی
- فرانچسکا نری
- سیلویو اورلاندو
- سرجو روبینی
- کارلو کوروکولو
- آلساندرو هابر
- مارینو مازه
- جولیو اسکارپاتی
- مونیکا اسکاتینی
- گابریله سالواتورس
- جوزپه پیچونی
- آندرئا اوکیپینتی
- کلاودیو بیزیو
- ایوانو مارسکوتی
- لوکا لیونلو
- روبرتو چیتران
- جیجو آلبرتی
- لوکرتسیا لانته دلا رووره
- چچیلیا داتسی
- لورنتسا ایندووینا
- جانمارکو تونیاتسی
- سیمونا بوریونی
- استفانو آباتی
- استفانیا مونتورسی
- رمو رموتی
- چزاره بوچی
- پی‌یرو ناتولی
- ماسیمو ورتمولر
- گایا زوکی